# Sonorisation
Pour les articles homonymes, voir sonorisation (homonymie).
 (octobre 2016).
Si vous disposez d'ouvrages ou d'articles de référence ou si vous connaissez des sites web de qualité traitant du thème abordé ici, merci de compléter l'article en donnant les références utiles à sa vérifiabilité et en les liant à la section « Notes et références ».

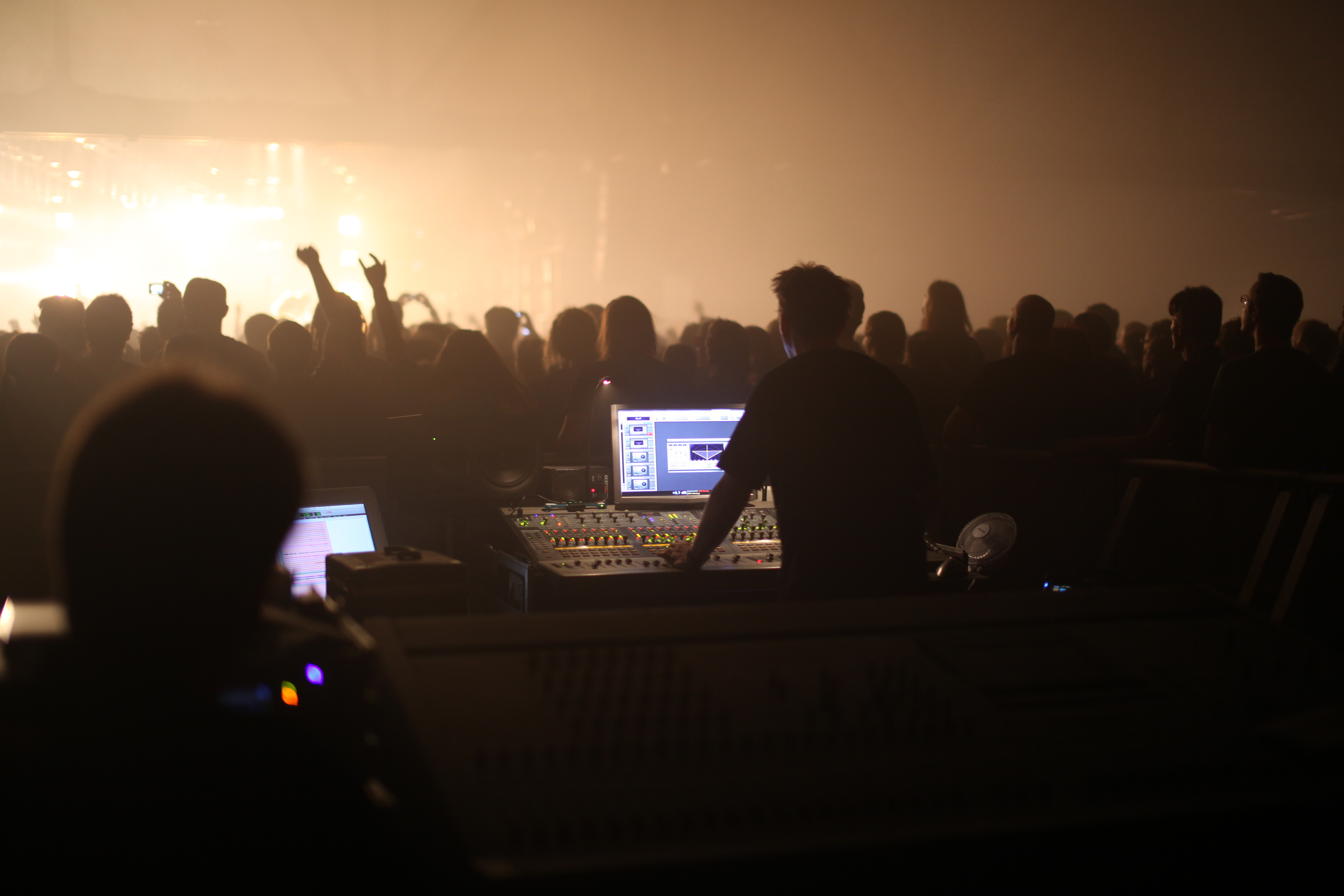
Régie façade d’un concert.

La sonorisation (souvent évoquée sous sa forme abrégée sono) consiste en la diffusion d’un son dans un espace important grâce à des moyens électroacoustiques. Les domaines typiques d’utilisation sont la sonorisation de spectacle vivant (concert ou théâtre), le disc jockey (diffusion de musiques déjà enregistrées), ou le Public Address (diffusion de musiques d’ambiance et/ou d’annonces).
Un modèle basique de sonorisation comporte les éléments (maillons) suivants : des sources sonores à diffuser, acoustiques (chanteur, violon, etc.) ou électriques (synthétiseur, lecteur CD, etc.), ou ; pour les sources acoustiques, des microphones permettant de convertir les ondes acoustiques en signaux électriques ; une table de mixage qui assure la balance et le mixage de chacun de ces signaux ; un amplificateur qui augmente la puissance du signal ; des enceintes qui transforment le signal électrique en signal acoustique.
Le travail de sonorisation se divise en deux grandes phases : la mise en place du système de sonorisation, c'est-à-dire le choix du matériels, le placement, les réglages, etc., et l’exploitation du système de sonorisation.

## Histoire
Longtemps les représentations musicales ou théâtrales se sont déroulées sans sonorisation. En s'aidant de l'acoustique architecturale (de manière empirique ou théorique) puis en multipliant les musiciens (grands orchestres), on parvenait à se produire devant une large audience. Le tout premier système de reproduction électrodynamique fut utilisé par Philipp Reis pour un téléphone en 1861. Le premier brevet concernant un haut-parleur à bobine mobile est accordé à C.H Siemens en 1877.
En 1907, Lee de Forest invente le tube électronique triode qui permet d'amplifier un signal électrique. Dans les années 1930, la grande dépression pousse l'industrie du cinéma à adopter le parlant : on commence à installer des systèmes de sonorisation dans les salles. Le transistor apparaît en 1947, mais c'est un dispositif expérimental qui ne sera réellement utilisé à grande échelle que bien plus tard. En 1966, Shure met sur le marché le SM58, micro voix qui reste aujourd'hui une référence absolue. En 1969, le mythique festival de Woodstock voit passer près de 500 000 spectateurs. La diffusion utilise des amplificateurs à tube d'une puissance totale de 12 000 W… digne d'une salle de concert de 500 places de nos jours.
Durant les années 1960 et 1970, les puissances et le nombre d'enceintes utilisés dans les systèmes de diffusion augmentent mais sans réelle prise en compte des interactions. En 1980, la société Meyer Sound met sur le marché l'UPA-1. Le pavillon de cette enceinte a une directivité constante sur une large plage de fréquence et permet le couplage optimal d'enceintes. La forme trapézoïdale, se réduisant vers l'arrière, permet d'anguler plusieurs enceintes sans écarter les haut-parleurs. En 1993, la société L'acoustics propose avec le V-dosc le premier line-source. En se rapprochant de l'émission d'une onde plane, le mélange des ondes d'une grande quantité d'enceintes reste cohérent à grande distance. Cela permet au système de porter bien plus loin.
Sans réelles dates précises, les années 1990 et 2000 assistent à des changements majeurs d'installer, dans le monde de la sonorisation : la généralisation du numérique, la miniaturisation et l'intégration des appareils, l'augmentation des puissances des amplificateurs, une certaine démocratisation des prix grâce à la production asiatique, etc.

## Matériel
La chaîne audio réelle est généralement plus complexe que celle décrite dans l’introduction. Tous les éléments qui suivent ne sont pas forcément des appareils dédiés : ils tendent à être de plus en plus intégrés et on trouve couramment les fonctions de filtrage, de correction, de limitation, et d’amplification à l’intérieur des enceintes. Les consoles numériques intègrent des traitements dynamiques, de spatialisation et de correction sur leurs sorties.

### Microphone

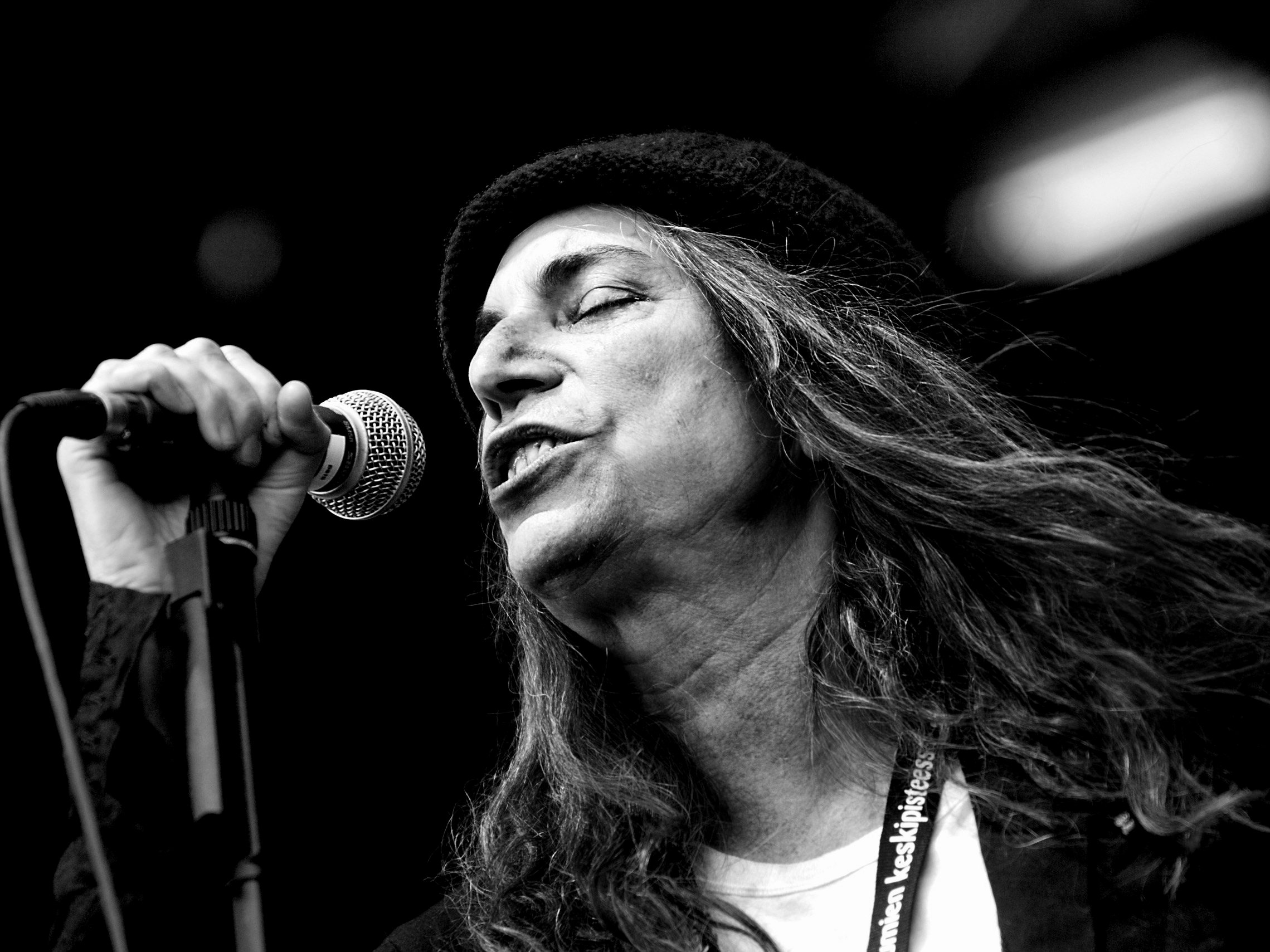
Le chant (ici, Patti Smith en 2007) est capté par un microphone (ici un Shure SM58).

Un microphone permet de convertir les sources acoustiques en signal électrique. Il peut être remplacé par une cellule captant directement les vibrations mécaniques de certains instruments (guitare, violoncelle, contrebasse, etc.). Même si la source délivre un signal électrique, il peut être nécessaire de faire appel à des adaptateurs entre le signal délivré et les besoins de la console. Une DIbox permet de symétriser et d'adapter en impédance le signal d’un instrument électroacoustique, comme une guitare.
Technologiquement similaires aux microphones utilisés en studio, les microphones destinés à la sonorisation répondent à des besoins propres : robustesse, isolation des vibrations mécaniques, discrétion, résistance au larsen, et résistance aux plosives. Certains modèles sont néanmoins utilisés dans les deux mondes.

### Table de mixage

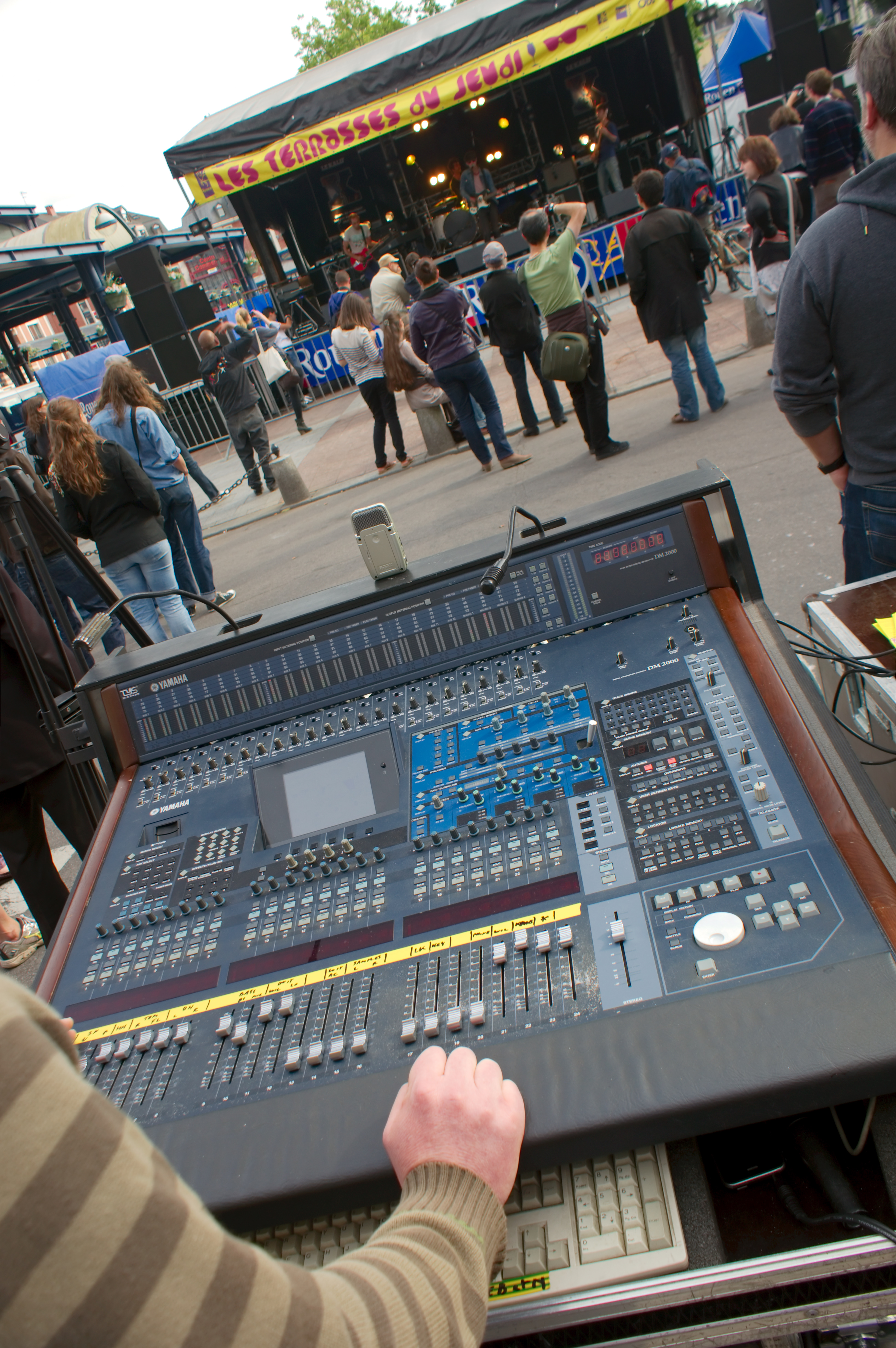
Console façade dans la régie d’un concert en plein air.

Une table de mixage assure trois fonctions : la préamplification du signal électrique issu de chaque source pour la ramener à un niveau homogène, grâce à un réglage de gain ; l’égalisation de chacun de ces signaux ; le mélange de ces signaux en différents mixages qui peuvent être destinés au public (son de « façade »), aux musiciens (les « retours »), à un enregistrement audiovisuel, etc. On utilise parfois le mot anglais routing pour faire allusion à la ventilation des différents signaux vers leur destinataire.
Les consoles dédiées au concert ont un grand nombre d’entrées prévues pour des microphones, des sections d’égalisation évoluées, un grand nombre de bus auxiliaires, particulièrement pour les consoles dédiées aux retours. Les consoles axées DJ ont peu d’entrées - et la plupart stéréophoniques, des réglages simples, un encombrement réduit, et pendant longtemps une correction « RIAA » pour les platines vinyles. En Public Address, la console est réduite au strict minimum et parfois intégrée directement dans l’amplificateur.

### Effets

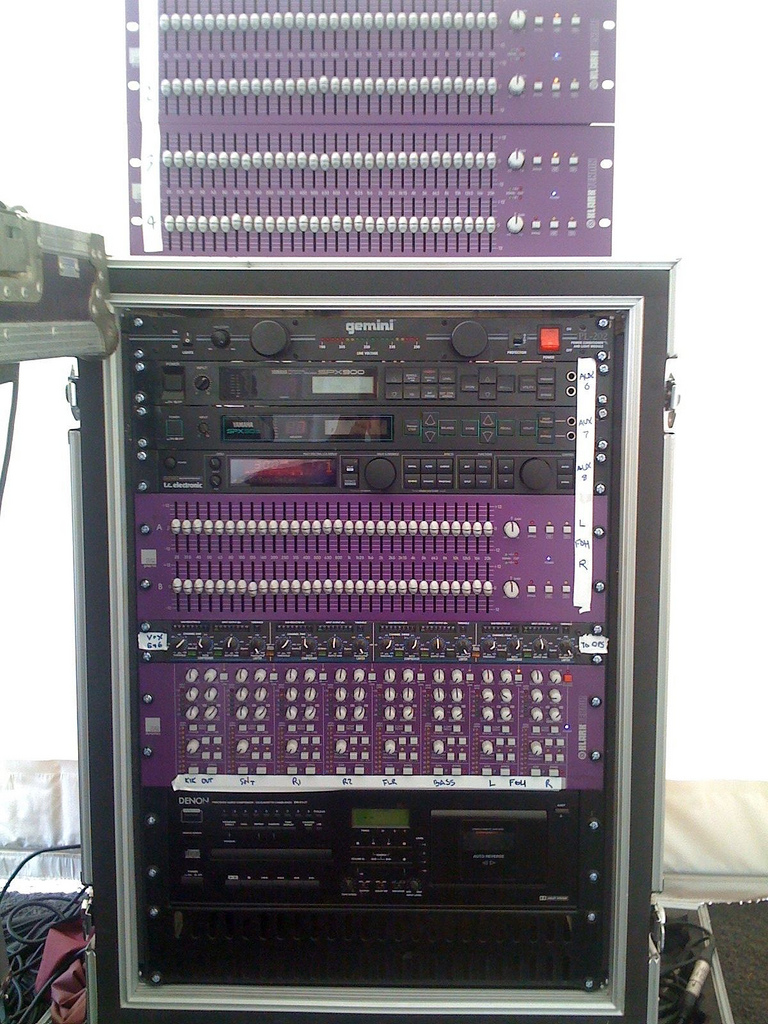
Rack d’effets et d’égaliseur.

Les effets permettent de modifier ou corriger le son de manière plus ou moins transparente. Les réverbérations (avec les delays, échos…) qui permettent de recréer artificiellement une sensation d’espace sonore. Les compresseurs, qui réduisent la dynamique du signal et régularisent son niveau. Les noise gates, qui coupent le signal en dessous d’un certain seuil et permettent de réduire le bruit de fond ou des signaux parasites (résonances désagréables des fûts d’une batterie) ;

### Égaliseurs et filtrage

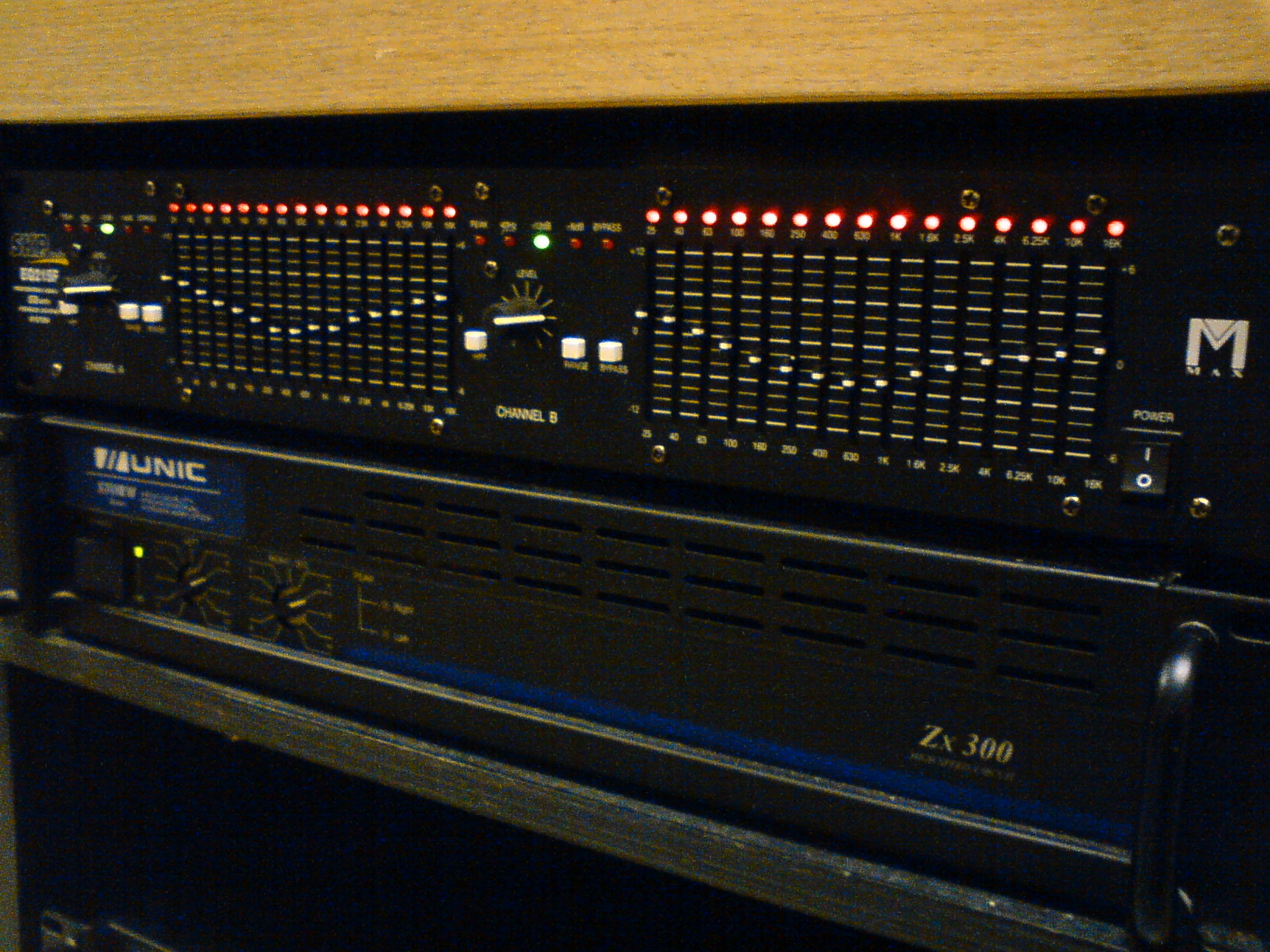
Égaliseur graphique.

Sur chaque sortie de la console est placé un égaliseur qui permet de corriger la réponse globale d’une enceinte en fonction de ses défauts intrinsèques, de l’acoustique du lieu de diffusion, des fréquences provoquant des larsens, des souhaits des opérateurs, etc. Ces égaliseurs sont le plus souvent graphiques mais rien n’interdit d’utiliser des paramétriques.
Le filtrage permet de séparer le signal en différentes bandes de fréquence diffusables par des haut-parleurs spécialisés. Le filtrage peut être actif ou passif. En mode passif, le signal est d’abord amplifié puis filtré (généralement dans l’enceinte). En mode actif, le signal non amplifié est filtré, puis envoyé vers autant d’amplificateurs qu’il y a des bandes de fréquences.
La première solution est fréquente dans le monde hi-fi. La seconde solution est préférée en sono car elle permet une plus grande souplesse (il est plus facile de corriger les réglages d’un filtre actif, à plus forte raison numérique, que les composants d’un filtre passif). Mais surtout, les puissances en jeu font que le coût, le poids et l’encombrement des composants d’un filtre passif capable de supporter plusieurs centaines ou milliers de watts poseraient des problèmes. Il est possible d’adopter une approche hybride, par exemple avec un filtrage passif entre les médiums et l’aigu d’une enceinte, et un filtrage actif entre cette enceinte et un caisson de grave.

### Limiteur
Le limiteur est un compresseur réagissant rapidement et avec un taux de compression très élevé. Son but est de protéger les haut-parleurs de deux risques de destruction : un signal d’amplitude trop importante provoquant une déchirure de la membrane, et un signal d’amplitude élevé pendant une durée prolongée provoquant une brûlure de la bobine.
Les limiteurs dits « crêtes » protègent contre le premier risque, les limiteurs « RMS » contre le second. Les deux peuvent être combinés. Certains constructeurs proposent des appareils encore plus évolués capables d’estimer en temps réel l’échauffement de la bobine et l’excursion de la membrane et n’entrent en action qu’au plus près de ses limites.

### Amplificateurs
Les amplificateurs augmentent la tension du signal et sont capables de la délivrer sur des impédances très faibles. Technologiquement similaires à ce que l’on trouve en Hi-Fi, ils se différencient essentiellement par : les puissances en jeu, de l’ordre de plusieurs centaines à plusieurs milliers de watts ; leur robustesse ; l’extensivité de leurs protections internes (court-circuit, échauffement, courant continu, etc.) ; et leur connectique (les borniers à vis similaires aux amplificateurs Hi-Fi laissent progressivement place au Speakon). Le poids important des transformateurs nécessaires aux fortes puissances a largement contribué à la généralisation des alimentations à découpage au cours des années 2000.

### Enceintes

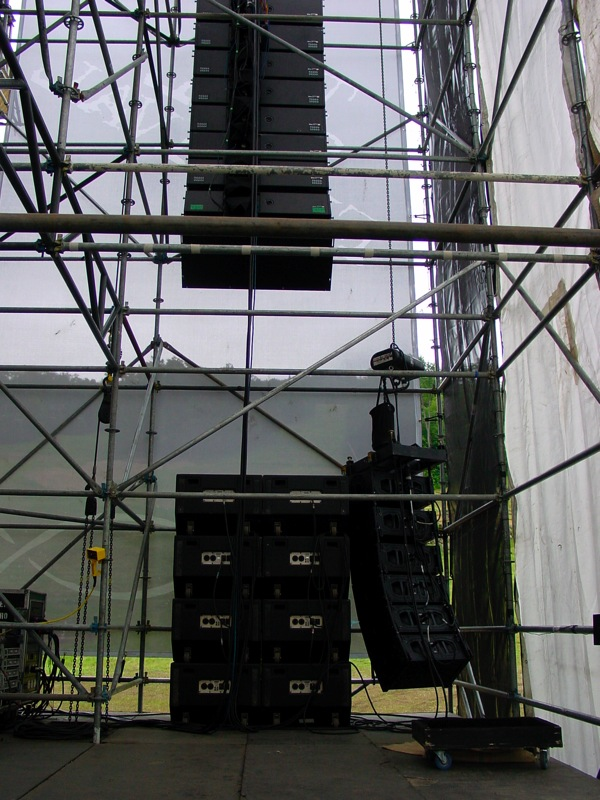
Vue arrière d'un système « Line Array » pour la sonorisation du public lors d'un concert

Les haut-parleurs transforment le signal électrique en signal acoustique. En sonorisation de concert ou en DJing, on trouvera essentiellement deux applications : la façade et les retours. La façade est le système destiné au public. Elle peut comprendre un nombre très variable d’enceintes, faire appel à des subwoofers spécialisés dans la reproduction du registre grave, mettre en jeu différents systèmes diffusant plutôt en champ proche ou lointain, etc. Les retours sont des enceintes destinées aux artistes ou au disc jockey. Le signal n’est pas nécessairement le même que celui de la façade. La diffusion des retours grâce à des oreillettes intra-auriculaires (IEM : In-Ear Monitoring) minimise les risques de larsen et permet à l’artiste d’avoir un son constant lors de ses déplacements sur scène.
Les enceintes de façade, de retours, de boîtes de nuit ont en commun d’avoir une sensibilité très élevée, de l’ordre de 96 à 104 dB W−1 m−1. Au Québec, le terme « retour » décrit uniquement les lignes transportant des signaux depuis la régie façade vers la scène. Le terme « moniteur » est utilisé pour évoquer la régie, les circuits ou les enceintes dédiées aux musiciens. En France, les termes « moniteur » ou « monitor » sont parfois utilisés pour les enceintes de contrôle du mixage en studio.
En Public Address, le rendement n’est pas très élevé et la bande passante réduite. L’accent est mis sur : la discrétion (les produits s’encastrent dans les murs ou les plafonds, ils sont disponibles en plusieurs coloris, ils disposent de nombreux accessoires de fixation) ; la résistance aux intempéries pour des installations fixes en extérieur ; la compacité et la légèreté ; l’intelligibilité ; et la possibilité de chaîner un grand nombre d’enceintes sur système « 100 V » ou équivalent.

### Câbles et transmission du signal

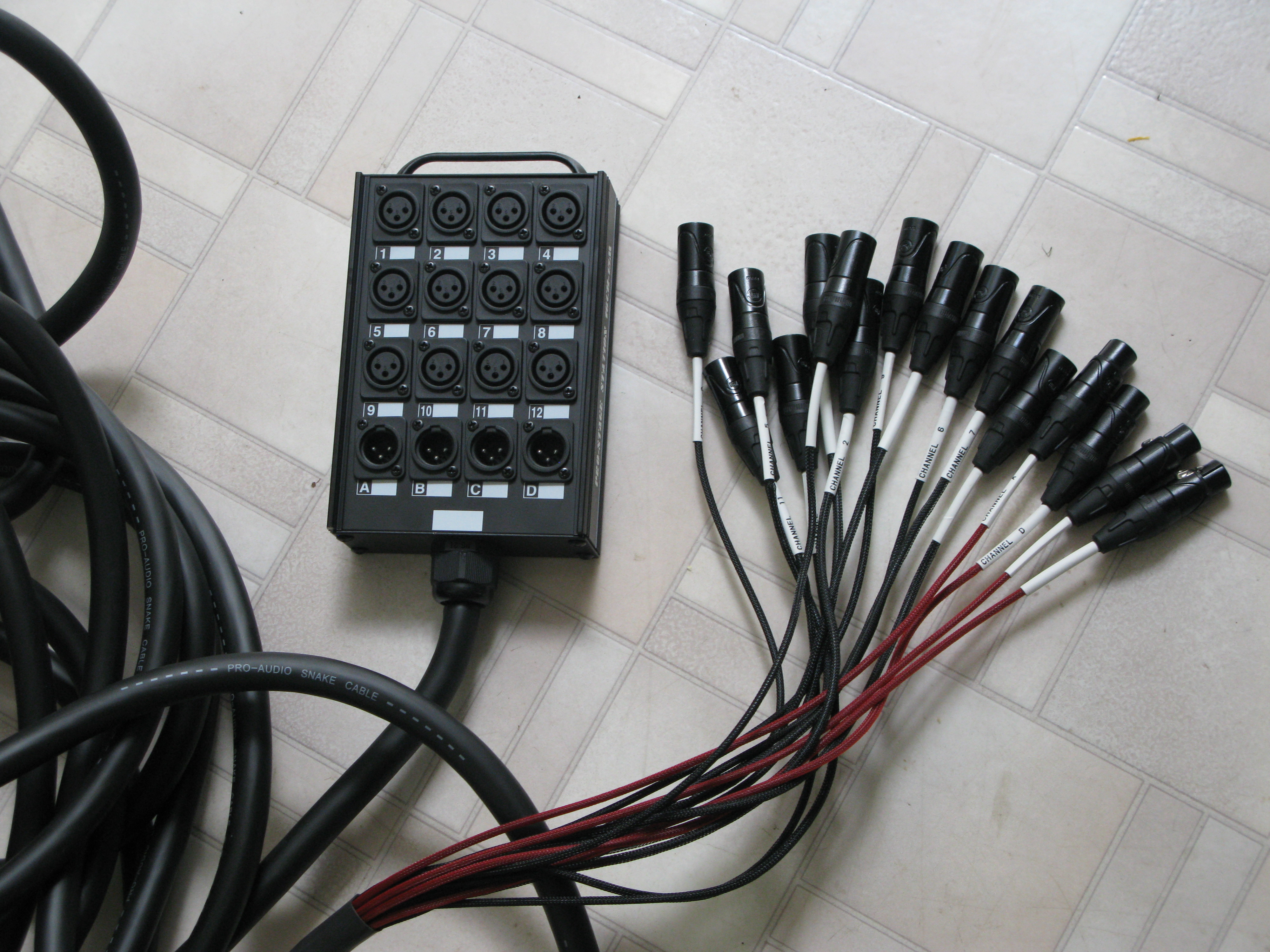
Boîtier de scène (à gauche) équipé de prises XLR (Communément appelé Snake, Subsnake ou encore Cannon, en fonction de son utilisation). Il est connecté à un câble multipaire (à droite) qui se branche sur une table de mixage.

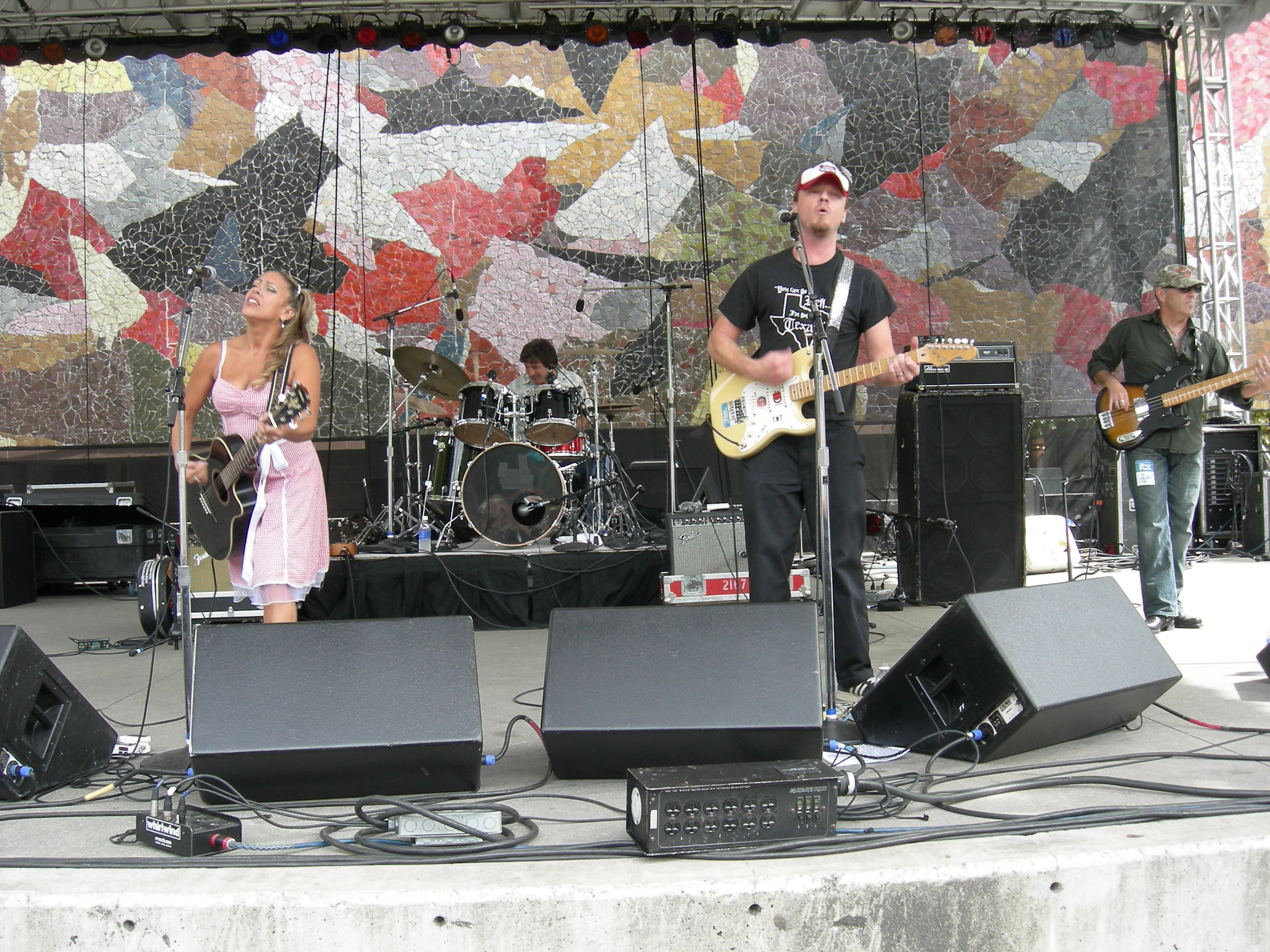
Plusieurs boîtiers de scène (au premier plan) permettent de transmettre le signal audio des différents instruments sur scène jusqu’à la console.

Un grand nombre de signaux doivent être transportés, et sur de grandes distances. Cela pose un double problème de complexité (nombre de câbles à installer) et de protection contre les parasites.
Il est fréquent de regrouper l'ensemble des lignes analogiques entre la scène et la console façade au sein d'un unique câble dit « multipaire ». Le terme anglais Snake est souvent utilisé. Il peut transporter à la fois les signaux venant de la scène (micros…) ou en sens inverse les signaux en provenance de la régie (retours...). Le multipaire se termine généralement par un boîtier de scène sur lequel on connecte des lignes unitaires vers les micros ou les retours. Un boîtier de scène peut également comporter des connecteurs multipoints qui permettent de chaîner d'autres multipaires, appelé sub-snake. C'est utile pour alimenter un second boîtier placé ailleurs sur scène (il s'agit alors de « sous patch »), ou renvoyer l'ensemble des lignes vers une régie retours ou un enregistreur. Sur de grosses scènes, l'utilisation de plusieurs multipaires et boîtiers de scène chaînés permet de limiter la longueur des lignes unitaires. Cela permet de travailler plus rapidement, réduit le risque de câble défectueux, libère de l'espace sur le plateau et évite aux artistes ou techniciens de trébucher sur un câble.
La très grande majorité des liaisons analogiques est symétrique pour se prémunir des parasites radiofréquence. Les connecteurs XLR et jack 1/4 TRS sont les plus répandus. Le patch de rack se présente généralement sous la forme d'une série de connecteurs jack 6,35 mâles placés à portée de main. Il permet au sonorisateur de ré-agencer les interconnexions entre les différents effets sans devoir déconnecter et reconnecter tous les fils derrière la console.
La tendance actuelle[Quand ?] est de remplacer le multipaire par une liaison numérique. Les préamplificateurs et la conversion A/N ou N/A sont logés dans le boîtier de scène. Certains constructeurs intègrent également le traitement du signal dans ce boîtier, la console n'est alors plus qu'une surface de contrôle. Plusieurs standards s'affrontent encore à l'heure actuelle, comme le MADI, l'Ethersound et le Dante.

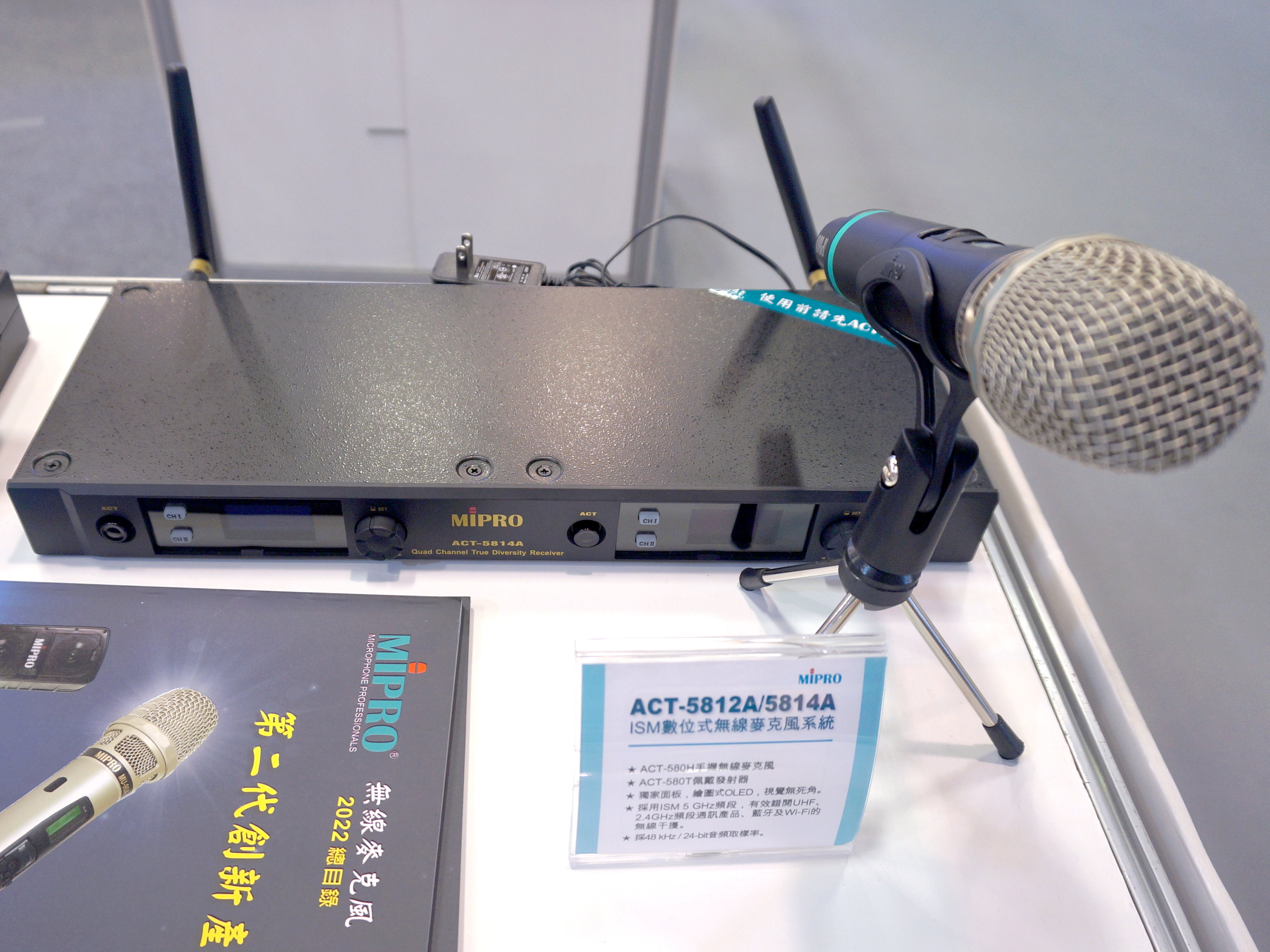
Un microphone sans fil et son boîtier récepteur.

Lorsque la source à sonoriser est mobile (chanteur ou musicien qui se déplace sur scène, par exemple), on peut utiliser des liaisons sans fil. Le coût de ce genre de liaison, la moindre fiabilité et les plages de fréquences associées font que ces liaisons sont réservées au strict minimum[réf. nécessaire].
Ce problème de longueur est également critique pour les systèmes Public Address. Une technique répandue est la « ligne 100 V », qui consiste à utiliser des transformateurs pour élever fortement la tension du signal audio en sortie d'amplificateur, et à utiliser des transformateurs abaisseurs dans chaque enceinte. C'est le même principe que pour le transport du courant sur un territoire grâce à des lignes haute tension.

### Flight Cases

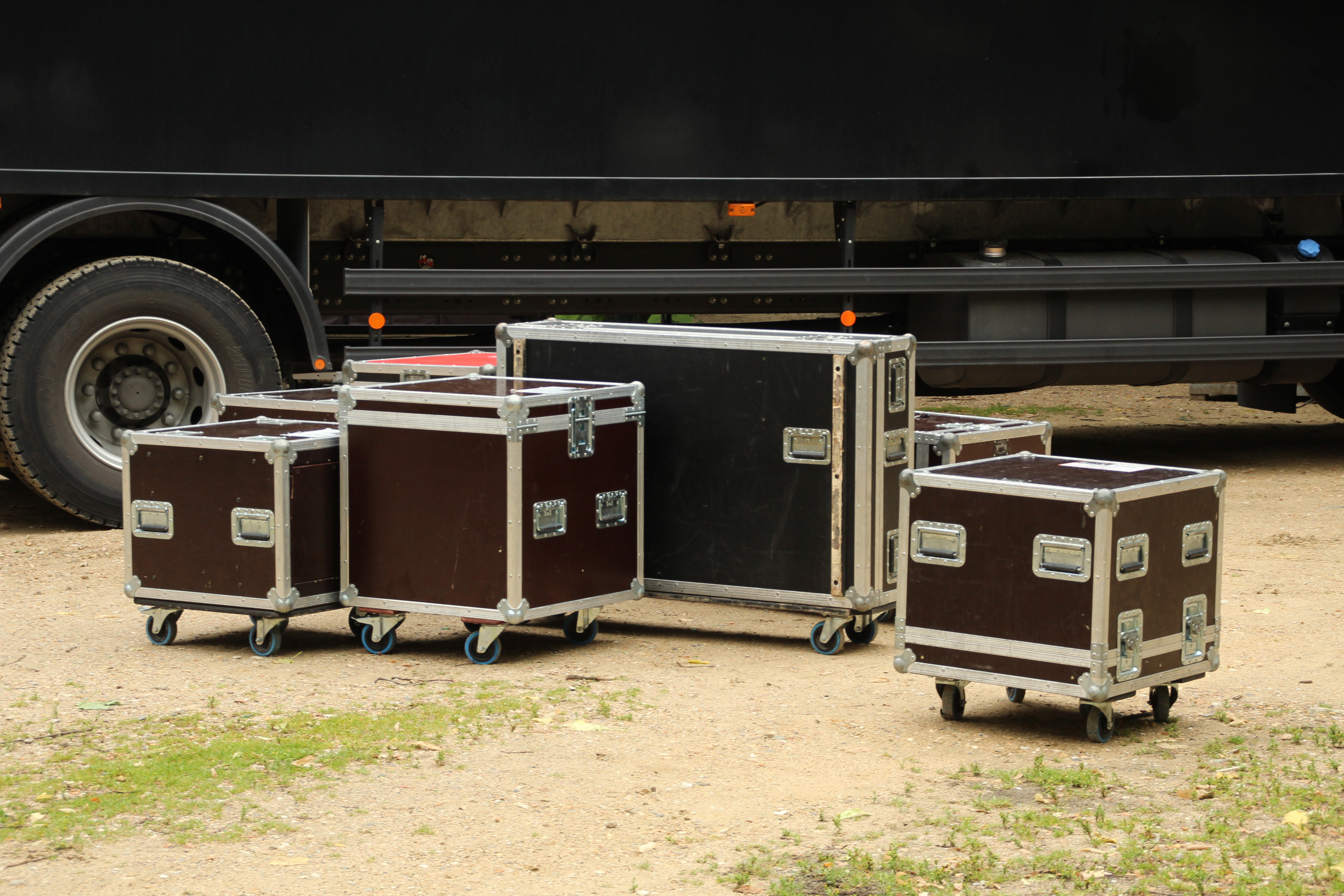
Le matériel de sonorisation est souvent transporté dans des flight cases.

Dans l’évènementiel, la majorité du matériel est loué. Ce matériel doit être transporté dans des conditions rudes. Les flight cases, souvent surnommées « Fly », sont des caisses robustes renforcées avec des cornières et des coins en aluminium. Ils protègent le matériel et ils peuvent même être gerbés (superposés), de plus ils ont généralement des roues. Il en existe de toutes tailles qui peuvent être fabriqués sur mesure. Il existe une taille standard au format « rack 19 pouces », la plupart des appareils audio (effets, amplificateurs…) étant dans ce format.

## Usages fréquents
Les cas d’utilisation qui suivent sont des exemples représentatifs. Ces catégories ne sont pas étanches et les utilisations réelles peuvent être empruntées des caractéristiques de plusieurs cas.

### Salle de concert
La salle de concert dispose d’un système de diffusion puissant et de haute qualité (souvent un système appelé "Line Array"). Un soin particulier est porté au calage du système, au placement de la régie, au traitement acoustique souvent très absorbant. Certaines salles peuvent disposer d’une double paroi pour limiter l’émergence vers le voisinage. Les consoles proposent un nombre d’entrées élevé et il est fréquent de trouver une régie dédiée aux retours. Le matériel disponible à demeure doit respecter les demandes courantes des fiches techniques.

### Théâtre
Dans une salle de théâtre le système de sonorisation est généralement moins puissant que celui d’une salle de concert. L’amplification permet d’apporter un confort d’écoute, le niveau reste modéré. Les bandes sons (par exemple pour la danse ou les comédies musicales) peuvent néanmoins demander un niveau plus important.
La particularité est d’exiger une extrême discrétion des moyens techniques. Il n’est pas acceptable de placer sur scène des pieds de micros, les enceintes de retours ne doivent pas être visibles. Elles seront placées en contrebas du proscénium, ou en « side fill » sur les côtés de la scène. On utilisera des micros goutte ou cravate sans fil pour laisser une totale liberté de mouvement aux artistes.

### Cinéma
Les cinémas sont aujourd'hui largement équipés en son multicanal, toutes les salles équipé en cinéma numérique le sont obligatoirement. Les formats d'encodage les plus répandus sont le Dolby Digital, le DTS, le SDDS, pour les 35 mm. En cinéma numérique le son est un son numérique son multicanal PCM 48 kHz sous 24 bits.
Une configuration classique propose :
- Trois enceintes derrière l’écran pour les canaux gauche, centre (pour les voix en général) et le canal de droite ;
- Un caisson de basse derrière l’écran aussi canal spécifique pour l'extrême grave ;
- Des enceintes sur les côtés du public pour les ambiances repartie sur 1 à 4 canaux.

D'autres canaux peuvent être ajoutés : en 35 mm deux enceintes peuvent être ajouté derrière l’écran de part et d'autre du centre selon le système sonore pour le SDDS ou 70 mm par exemple ; en cinéma numérique on peut avoir plusieurs dizaines de canaux avec par exemple le son immersif dans des formats propriétaires comme Dolby Atmos, DTS-X ou Auro-3D de Barco.
Il ne faut pas confondre « multi-canal » et « multi-amplification » : un seul canal peut faire appel à une multi-amplification avec un filtrage actif (et c'est même fréquent). La multi-amplification est totalement indépendante du format d'encodage du son. Les trois enceintes principales sont placées dernière l'écran. Cela permet une meilleure cohérence entre la perception auditive et visuelle.

### Disc jockey
L’application disc jockey consiste à diffuser à fort niveau des musiques préenregistrées très gourmandes dans le registre grave. Un ou deux micros peuvent être ajoutés. Pour les animations (mariages, anniversaires, fêtes), le matériel reste relativement basique. Il doit être compact, simple d’utilisation et facilement transportable. L’usage d’enceintes en ABS (sorte de plastique rigide) est courant.
En boîte de nuit, le matériel peut être très onéreux et son installation peut faire l’objet d’une étude approfondie pour les lieux les plus prestigieux. On privilégie la reproduction du registre grave et la répartition de nombreuses enceintes de forte puissance pour donner un son homogène.

### Musique classique et opéra

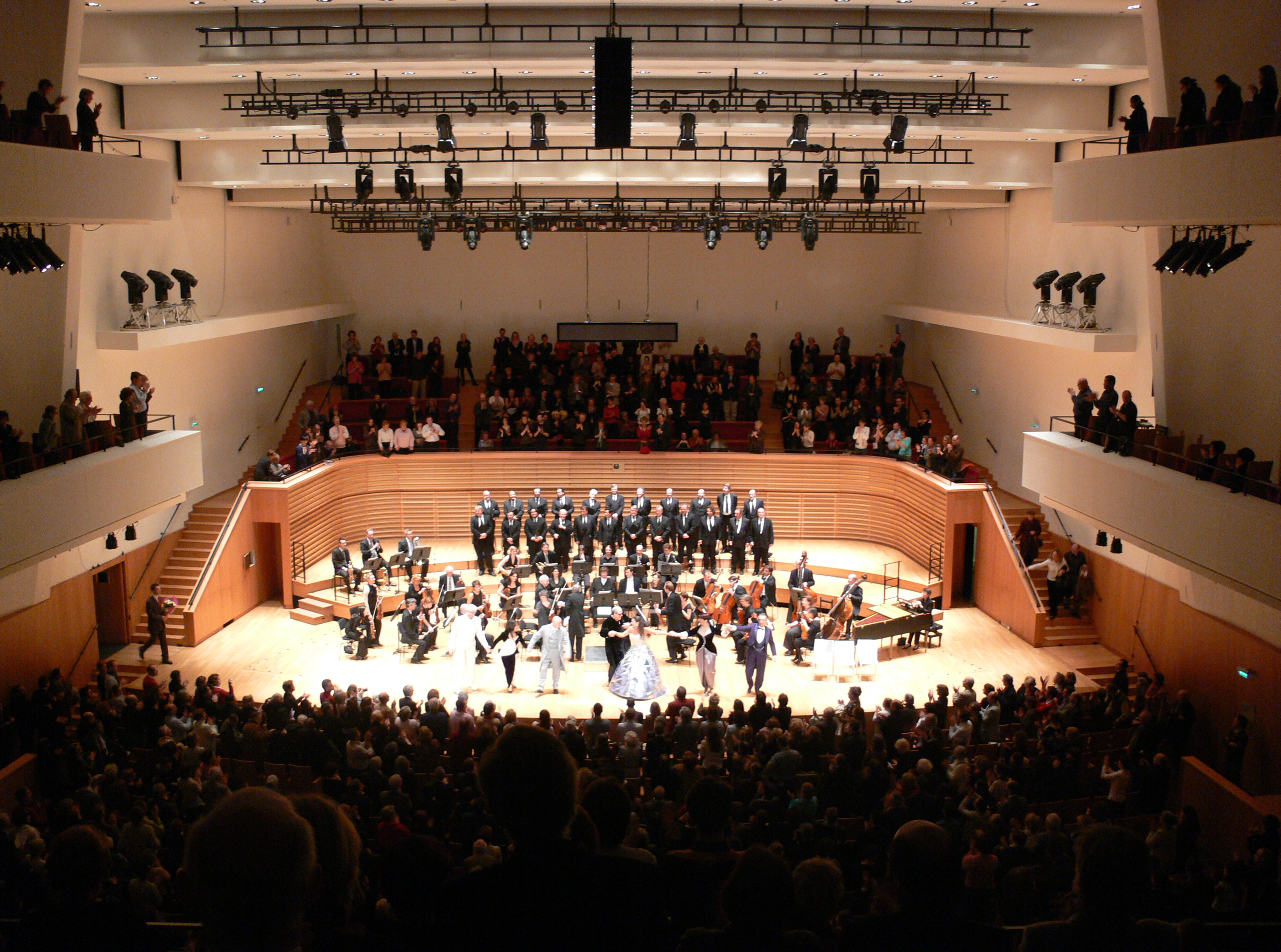
La salle Pleyel : un line array suspendu (au centre).

Contrairement aux salles de concert destinées à la musique amplifiée, on utilise en musique classique et en opéra au maximum les réflexions sur les parois pour augmenter le niveau sonore naturel dans la salle. Mais là aussi, la sonorisation fait son apparition. Elle permet de rendre le niveau plus confortable dans les très grandes salles, d’homogénéiser le son dans les zones moins bien exposées, et de compenser la faiblesse relative de voix de certains artistes. Comme en théâtre, le niveau exigé est très modéré, les dispositifs techniques ne doivent pas être visibles et le son doit sembler venir des artistes.

### Public Addresset conférences

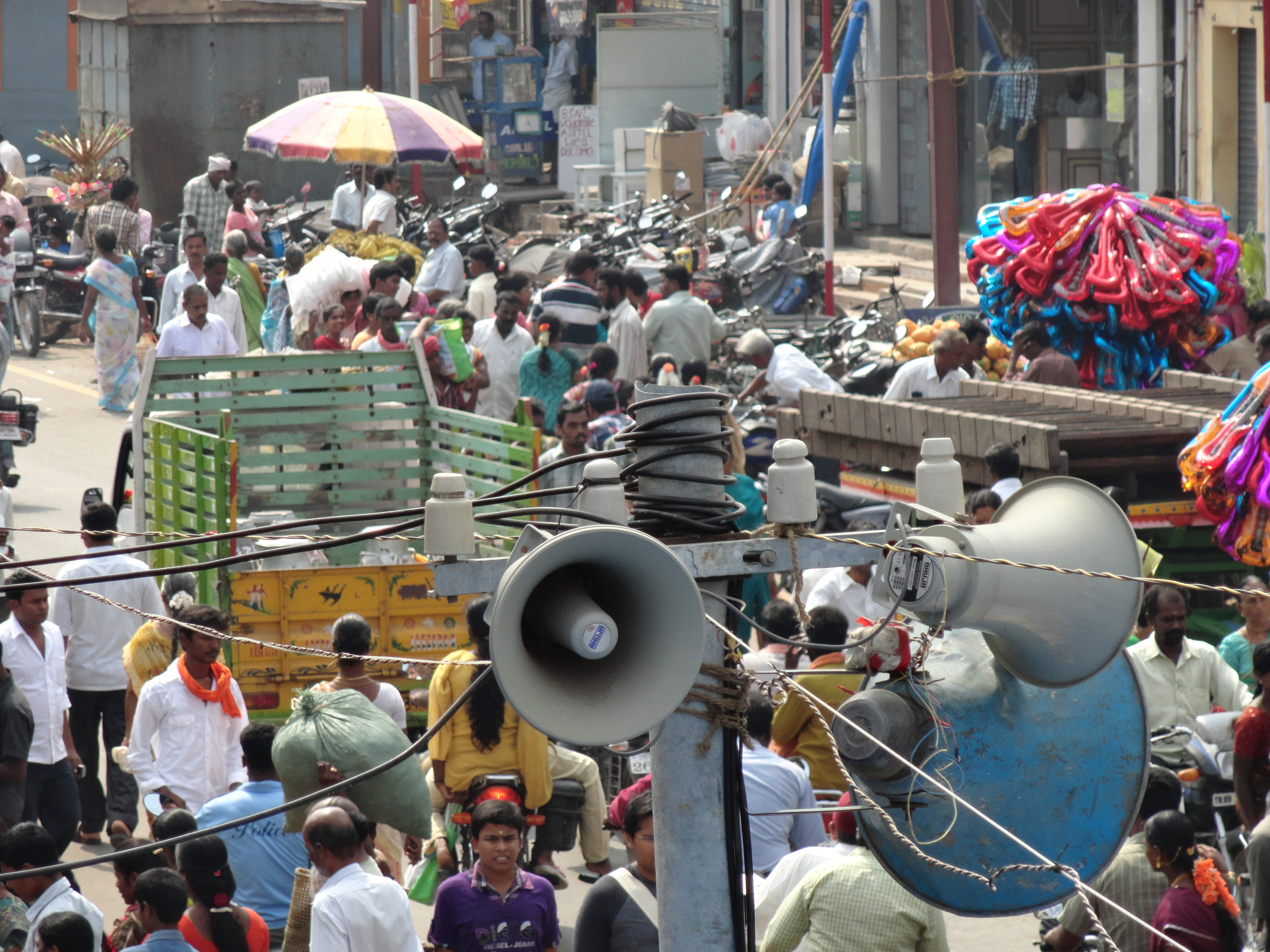
Installation typique de Public Address.

Ce type de sonorisation est utilisé pour diffuser des messages d’informations et éventuellement de la musique d’ambiance dans de vastes lieux. Cela concerne les halls de gare, les supermarchés, les foires et brocantes, les musées, etc.
L’objectif premier est l’intelligibilité et l’homogénéité. La puissance demandée est faible, tout comme la bande passante. Les systèmes de diffusion doivent surmonter deux difficultés majeures : de grandes surfaces à couvrir, et des conditions de diffusion médiocres (acoustique déplorable, bruit ambiant élevé…). Les grandes distances seront contournées par l’utilisation de lignes « 100 V ». Les problèmes d’acoustiques seront compensés par la multiplication des sources de faible puissance à proximité des auditeurs.
Le cas des conférences est très proche et utilise le même type de matériel, mais les distances sont généralement plus faibles. La mise en place d’enceintes régulièrement réparties dans l’espace (par exemple encastrée dans le plafond ou placées dans les cornières) est une solution courante.

### Lieux de culte
Les lieux de culte représentent une part significative du marché de la sonorisation américaine, parfois équipés de matériel de très haute qualité. Ce marché est anecdotique en Europe, et les techniques utilisées se réduisent généralement au Public Address.
Le poids du marché américain est l’un des moteurs de l’apparition du mode « LCR » sur certaines consoles : les chœurs, musiques et chants sont diffusés en stéréo sur des enceintes latérales alors que les voix parlées restent en mono sur des enceintes placées au centre. Bien qu’il soit possible de diffuser un signal monophonique identique sur les deux canaux d’un système stéréo, le résultat est meilleur en utilisant une enceinte unique car cela évite les interactions et la position de l’enceinte est proche de la source réelle (locuteur).

### Prestation, location et touring
Le matériel nécessaire à la sonorisation d’évènements temporaires est généralement loué. La société de location dispose des références standard que l’on trouve sur les fiches techniques. Son parc est étendu et polyvalent afin de répondre à la taille très variable des lieux de diffusion. La société assure généralement elle-même la maintenance du matériel et dispose de pièces détachées. Elle assure aussi la livraison du matériel. Pour les systèmes complexes (line array…), il est fréquent d’inclure une aide au calage du système dans la location. Le terme anglais, touring, est parfois utilisé pour décrire les systèmes de diffusion de très forte puissance destinés aux jauges importantes.
Un autre modèle plus adapté aux petits évènements est de faire appel à un sonorisateur qui utilise son propre matériel. Il facture alors une prestation complète incluant son travail de mixage, l’amortissement du matériel, le montage et le démontage, le transport, etc. Certaines sociétés de location peuvent proposer aussi une prestation complète incluant le montage et le mixage, bien que ce ne soit pas leur activité première.

## Installation

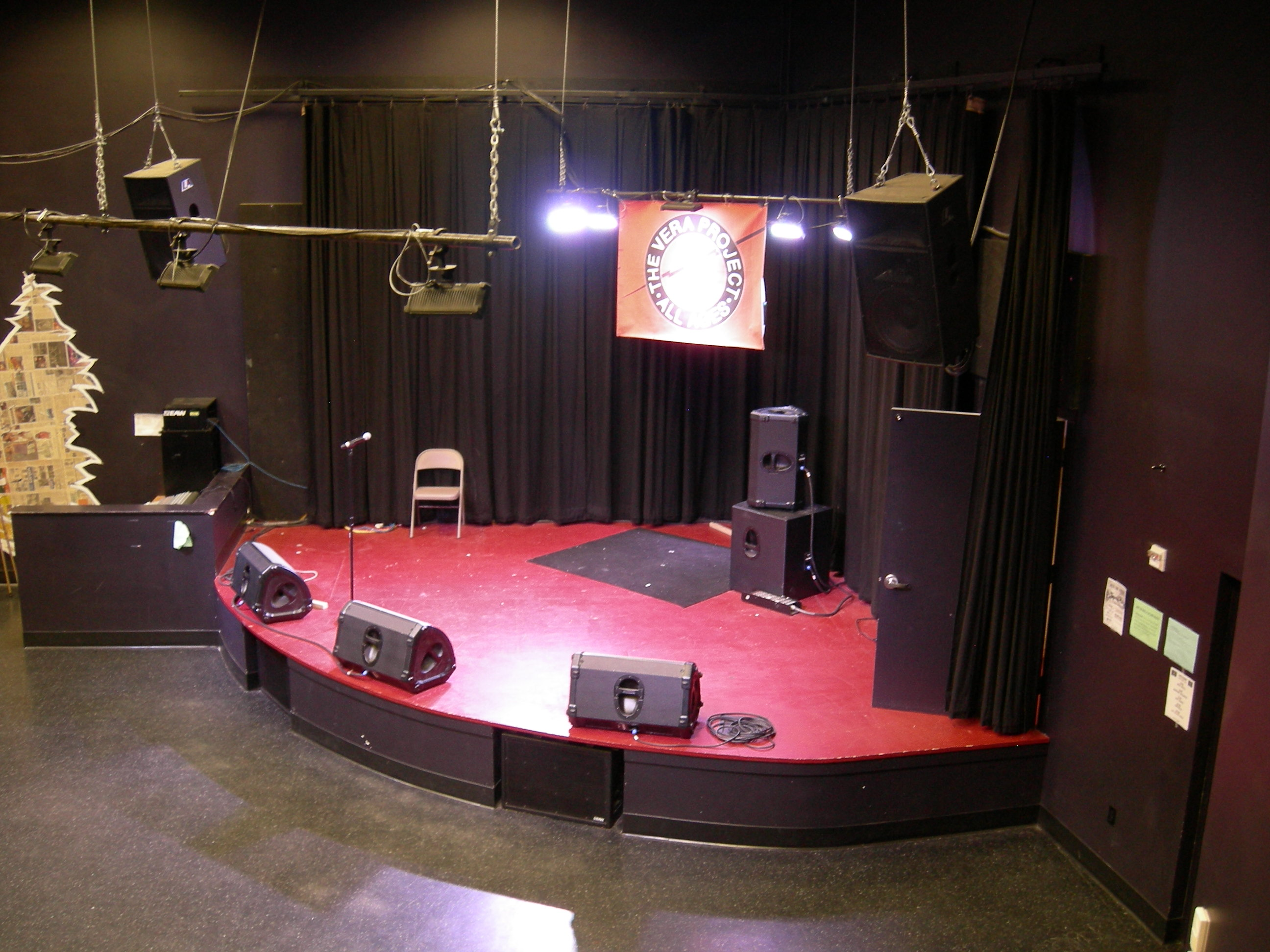
Installation classique : deux enceintes principales suspendues, deux caissons de grave sous la scène, trois retours en nez de scène (moniteurs) et un retour avec renfort de grave pour la batterie.

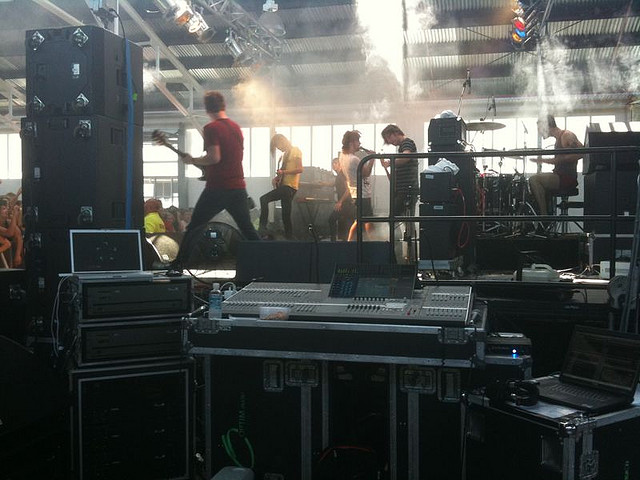
Console de retours en coulisses.

Que ce soit pour dans un lieu fixe ou pour un évènement, la sonorisation commence toujours par une phase d’installation du matériel qui inclut la mise en place, le réglage et la vérification du système de diffusion.

### Mise en place
Pour un concert, on retrouve un schéma générique commun qui sera adapté suivant les conditions. Les différentes sources sont connectées à un boîtier de scène, dont chaque entrée est raccordée à la console à l’aide d’un unique câble « multipaire ». La console placée dans la salle permet de créer un mixage pour la façade dirigée vers le public ainsi que des mixages spécifiques destinés aux musiciens (« retours »).
Ce schéma de base peut être complété par une régie dédiée aux retours. Elle est alors placée en coulisses. La proximité avec les artistes sur scène facilite la communication. D’autres enceintes peuvent être ajoutées pour couvrir une plus grande distance, améliorer la qualité du son dans les théâtres à balcons…

### Calage
La mise en œuvre dans un lieu particulier est communément appelée « calage » et représente un aspect fondamental de la qualité du système de diffusion. L’objectif principal est d’obtenir une réponse uniforme sur une vaste zone. Cette réponse n’est pas nécessairement linéaire : on peut très bien souhaiter un registre grave abondant, mais il faut qu’il le soit de la même manière pour tout le public. Idéalement le niveau sonore doit également être assez homogène. En concert, on attachera également une importance à la cohérence entre la localisation auditive et visuelle : le son doit sembler venir des musiciens.
Le technicien aura à charge de préparer une étude théorique du meilleur placement a priori du système, du nombre d’enceintes, du type (front fill, nez de scène, etc.). Il s’aidera d’outils de simulation pour anguler correctement les différentes enceintes, régler les délais entre les haut-parleurs. Il s’aidera de logiciels de mesure pour ajuster les niveaux relatifs des différents systèmes, pour ajuster la réponse globale du système , de contrôler les résultats. La théorie étant généralement très approximative, le technicien fera de nombreux allers-retours entre ses mesures sur site et ses réglages.
Longtemps réduite à l’empilement d’un nombre plus ou moins important d’enceintes, la conception d’un système de diffusion s’appuie largement sur l’ingénierie, les moyens de mesure, la simulation numérique, etc. Le terme « conception » décrit deux phases : la conception de l’enceinte elle-même chez le fabricant, et la conception du système de diffusion complet, ou calage, optimisé pour un lieu particulier. Les deux sont liés : un constructeur cherchera à proposer un produit qui est facile à optimiser, dont on peut faire varier le nombre d’enceintes en fonction des besoins sans perte de qualité… Il peut également proposer une expertise dans l’optimisation, des formations…
Les concepteurs doivent essentiellement tenir compte de deux aspects : l’interaction entre les différents haut-parleurs, et l’interaction avec le lieu de diffusion.

### Interaction entre les différents haut-parleurs
Les interactions surviennent quand deux haut-parleurs distincts émettent un même signal. Cela introduit un déphasage qui dépend de la longueur d’onde (donc de sa fréquence) et de la distance entre les deux sources. Si les deux ondes sont en phase, leurs intensités s’additionnent. Si elles sont en opposition de phase, elles peuvent s’annuler. L’utilisation de multiples sources est imposée en sonorisation par deux raisons : aucun haut-parleur ne peut reproduire tout le spectre audible. Le signal est filtré et envoyé sur différents haut-parleurs spécialisés. Au voisinage des fréquences de coupure, les deux haut-parleurs interagissent ; avec l’augmentation des jauges, il est devenu impossible d’assurer la sonorisation avec un seul haut-parleur. Il a fallu multiplier les sources pour gagner en niveau. Ces interactions varient dans l’espace et suivant la fréquence. Une égalisation n’est d’aucun secours. Deux axes fondamentaux permettent de minimiser les problèmes d’interactions : le couplage additif et l’isolement.

#### Couplage additif
Lorsque les longueurs d’onde à diffuser sont grandes au regard de la distance entre les différentes sources, les ondes acoustiques ont un déphasage faible et se couplent de manière constructive. On cherchera à rapprocher le plus possible les haut-parleurs. Ceci fonctionne toujours bien pour les basses fréquences (grandes longueurs d’onde : 3,40 m à 100 Hz). L’utilisation des haut-parleurs coaxiaux (le tweeter est placé au centre du boomer) permet également un meilleur couplage, puisque la distance entre les sources est nulle.
Lorsque l’éloignement physique des sources se fait essentiellement dans la profondeur (cas d’un tweeter au fond d’un pavillon et d’un boomer en face avant), on peut appliquer un retard (délais) sur le signal fourni au haut-parleur le plus en avant pour minimiser le déphasage avec l’autre.

#### Isolement
L’isolement consiste à faire qu’un haut-parleur se retrouve comme seule source sur un certain domaine. L’isolement est à la fois fréquentiel et géographique. L’isolement fréquentiel se résume généralement à utiliser des filtres avec des pentes assez raides, afin que l’un des deux transducteurs soit rapidement nettement majoritaire quand on s’éloigne de la fréquence de coupure. De trop fortes pentes créent de nouveaux problèmes (déphasages) et il faut trouver un compromis.
L’isolement géographique consiste à façonner l’onde acoustique afin qu’elle se propage dans une zone restreinte. L’idée est que chaque transducteur diffuse une sorte de tranche de camembert. Les différents haut-parleurs peuvent alors être disposés avec un angle adéquat pour reconstituer une portion de camembert plus large. La difficulté principale est que la largeur de cette tranche varie généralement avec la fréquence, et que l’angle optimal n’est pas le même pour toutes les fréquences.
Une autre possibilité est de répartir les différentes sources à grande distance, de manière que chaque source arrose un espace où elle est majoritaire en termes de niveau, les ondes des autres sources ayant déjà perdu une grande partie de leur intensité. Mais il restera toujours une zone intermédiaire ou plusieurs sources seront perçues à des niveaux équivalents.
Une dernière forme particulière d’isolement consiste à doubler le système de diffusion et à répartir les voix sur l’un et les instruments sur l’autre. Il n’y a pas de problèmes de couplages puisque les sources ne sont pas corrélées. Chaque système de diffusion reçoit un signal moins complexe et le transmet mieux. Le revers est un coût élevé, rendant cette solution accessible seulement aux grosses productions.

### Interaction avec le lieu de diffusion

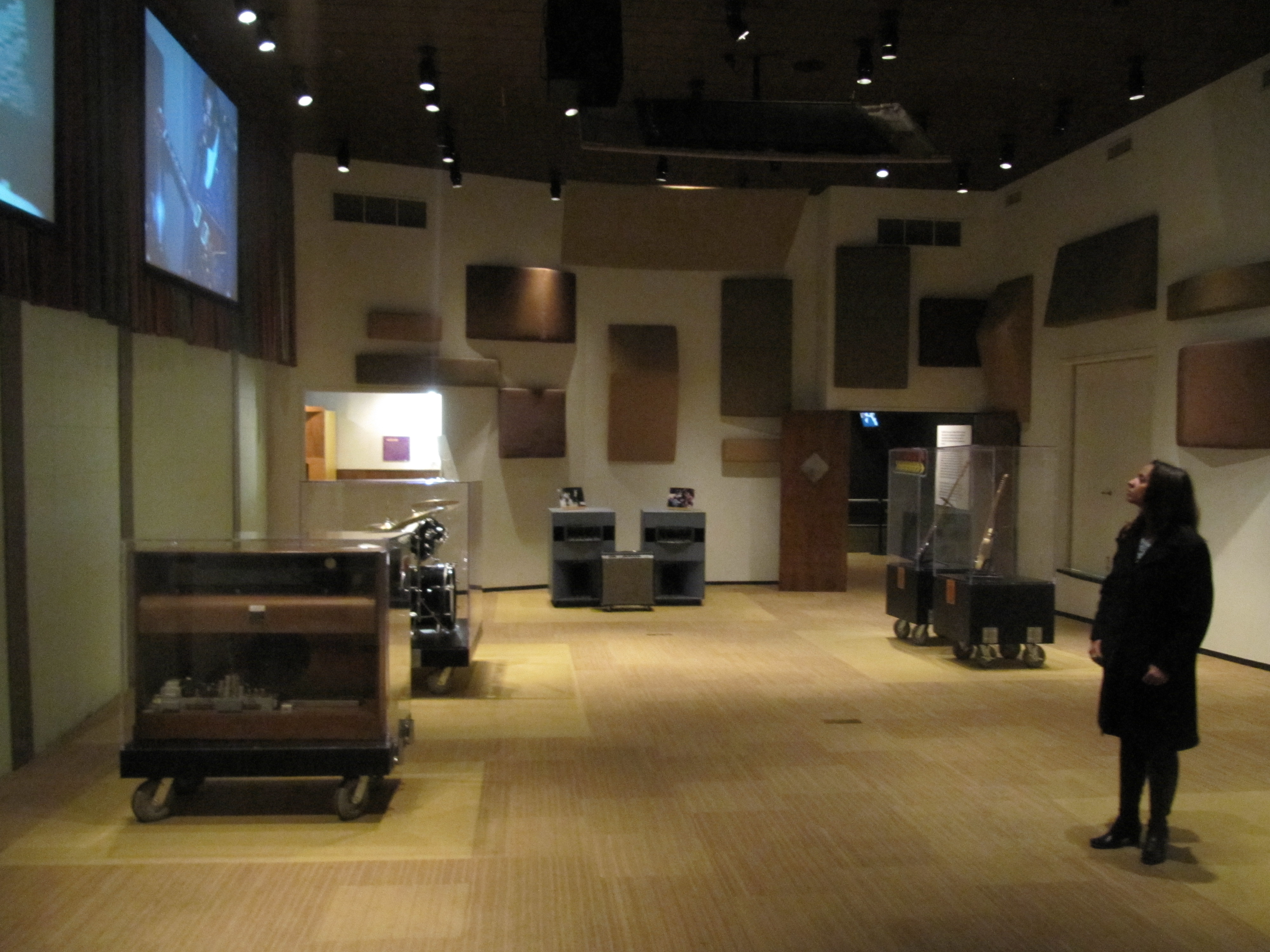
Studio d'enregistrement dont on peut distinguer les pendrillons (derrière les écrans TV), et les atténuateurs suspendus, placés sur les murs et dans les angles.

Une paroi réfléchit une certaine proportion du son qu’elle reçoit. Elle se comporte un peu comme un miroir plus ou moins terni, et plus ou moins diffusant (à la manière d’un calque). En première approche, on peut considérer que chaque source réelle dans la salle possède une image reflet, avec laquelle elle va interagir comme s’il s’agissait de deux sources distinctes. On se retrouve dans le cas du paragraphe précédent. Un cas extrême d’interaction est l’apparition d’ondes stationnaires, qui surviennent quand une onde directe interagit avec la réflexion sur le mur du fond d’une salle, par exemple.
Les techniques pour améliorer les interactions avec le lieu consistent à :
- réaliser un traitement acoustique du lieu pour minimiser les réflexions. À la différence des anciennes salles de concert non amplifiées qui étaient conçues pour maximiser le renvoi du son de la scène vers le public, on cherche aujourd’hui à atténuer le plus possible les réflexions. Plusieurs solutions existent et sont conçues pour piéger essentiellement les basses (sous les 200 Hz), au moyen de panneaux absorbeurs. Pour des raisons physiques (effets de bord) les basses peuvent être fortement atténuées en atténuant les réflexions dans les angles (bass-trap). Dans les faits, on utilise souvent de la mousse anéchoïque (studios d'enregistrements et salles de concerts classiques) et des panneaux de contreplaqué qui "cassent" la réflexion des ondes (notamment dans les salles accueillant beaucoup de monde) ou des pendrillons.
- restreindre l’angle de diffusion (avec des pavillons) afin que l’onde n’aille pas « taper » sur les murs ;
- utiliser de très nombreuses sources proches des auditeurs pour minimiser la distance et favoriser le rapport entre l’onde directe et les ondes réfléchies.

Les célèbres colonnes « Bouyer » des églises jouent par exemple sur deux tableaux : une forte directivité verticale pour éviter les réflexions sur la voûte et une grande proximité.

### Homogénéité du niveau sonore

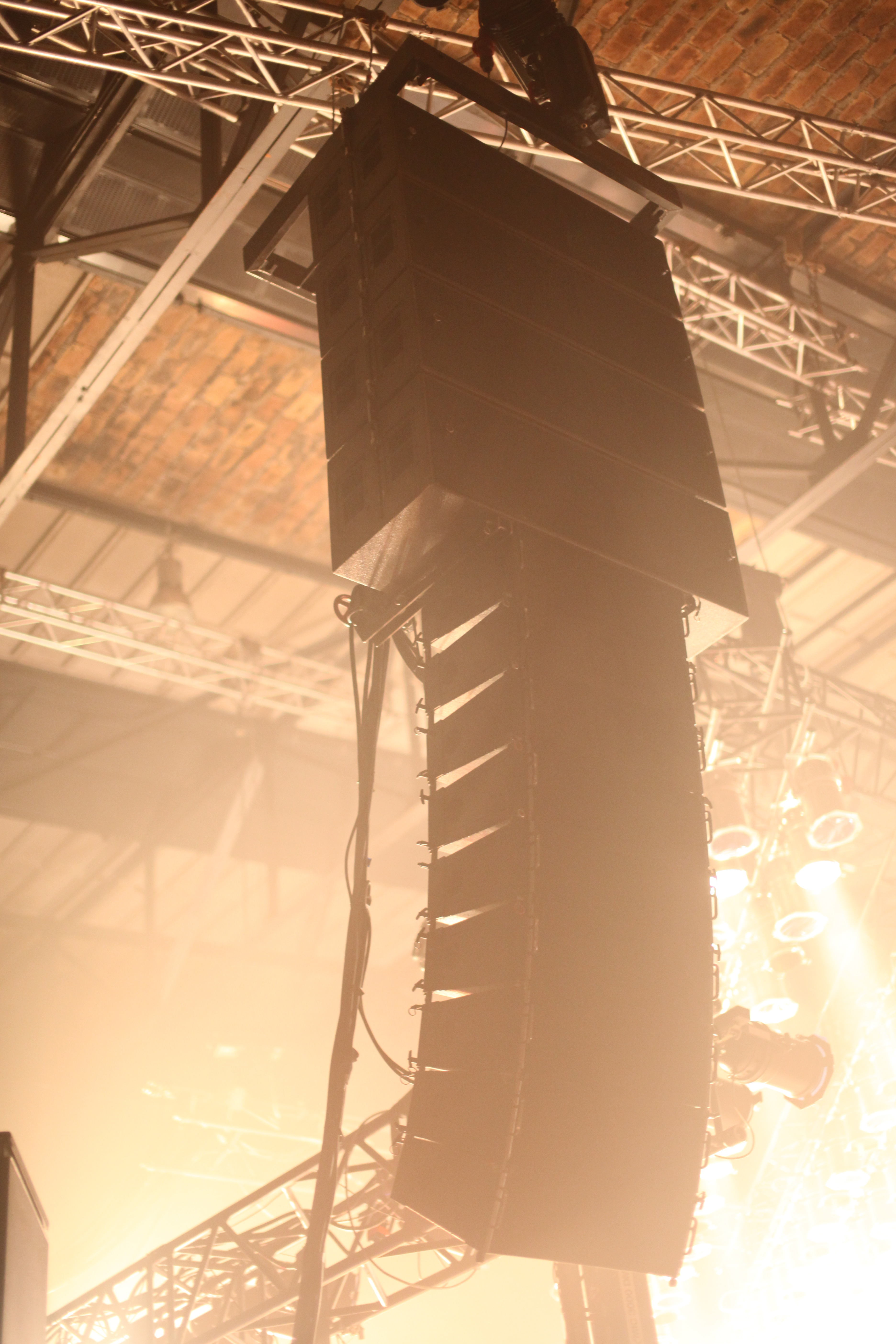
Un line array.

Le son s’atténue avec la distance, essentiellement parce qu’une même intensité sonore initiale est répartie sur une surface de plus en plus grande. Typiquement, un haut-parleur émet selon une portion de sphère qui perdra 6 dB tous les doublements de distance.L’augmentation des jauges a rendu ce problème critique : la difficulté est de permettre un niveau confortable loin de la scène sans assourdir les premiers rangs. On peut jouer essentiellement sur la transformation de la forme de l’onde acoustique pour se rapprocher d’une onde cylindrique (à défaut de plane) ne perdant que 3 dB par doublement de distance ; optimiser le placement des enceintes et leur directivité ; et multiplier et répartir les sources.

#### Line array
Certains systèmes de grappes d’enceintes - dénommés line array - se rapprochent d’une ligne émettrice infinie, dont l’onde est cylindrique (couplage additif). En courbant ce système, on perturbe cette ligne et on retrouve plutôt une diffusion sphérique. En donnant à la grappe une forme de « J », on parvient à obtenir en haut une diffusion cylindrique qui porte très loin sans trop perdre de puissance et à proximité une onde sphérique qui s’atténue assez vite. En suspendant cette grappe en hauteur, on l’éloigne du public le plus proche sans changer significativement la distance au public distant. Cela permet d’obtenir un niveau homogène sur une grande surface.

#### Couplage avec des directivités différentes

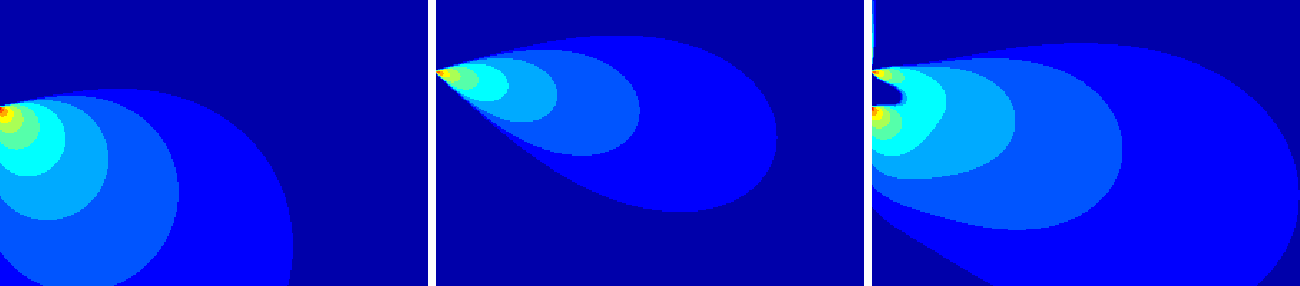
Deux enceintes de directivités différentes pour obtenir une diffusion homogène.

On obtient un résultat similaire aux line array en utilisant un nombre réduit d'enceintes de directivités différentes, couplées par isolement. Une enceinte fortement directive concentre son énergie dans un angle solide réduit et délivre un niveau plus important que la même enceinte dont la directivité serait large.
On fait facilement varier la directivité en ne changeant que la forme du pavillon, ce qui permet de proposer plusieurs déclinaisons d'une même enceinte de base. Avec un système de deux enceintes, l'une en haut de forte directivité orientée vers les derniers rangs, l'autre de directivité large piquée vers l'avant de l'auditoire, on obtient ainsi une couverture homogène. Ce système est adapté pour les jauges qui ne nécessitent pas la pression sonore, la complexité et le coût d'un line array.

#### Placement d'une seule enceinte

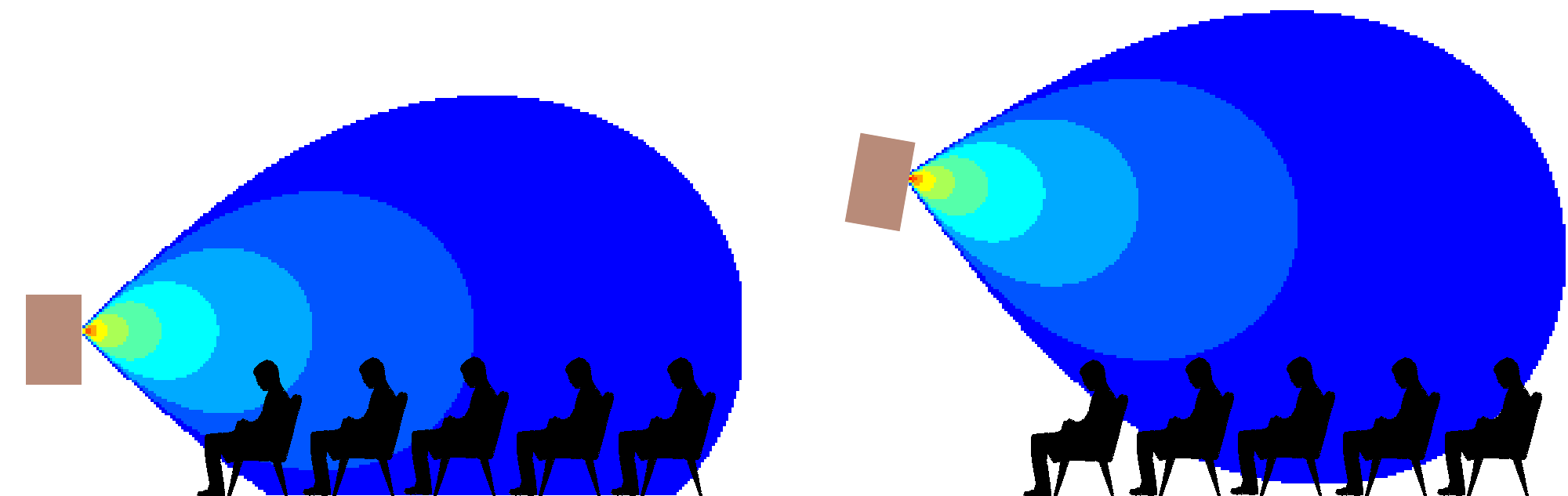
Enceinte placée en hauteur et inclinée vers le bas pour améliorer l'homogénéité. Exemple illustré sur l'image : chaque changement de couleur représente une chute de 6 dB. Dans le cas d'enceintes horizontales dans l'axe des oreilles (gauche), les auditeurs placés devant perçoivent un niveau 12 dB plus élevé que ceux du fond. Avec une enceinte placée en hauteur et inclinée vers le bas, l'ensemble de l'auditoire perçoit un niveau homogène dans une plage de 6 dB (ou encore à ±3 dB).

On peut également jouer sur la directivité et l'orientation d'une seule enceinte. En suspendant cette enceinte et en l’orientant vers le public lointain, on cherche à annuler deux effets inverses : en champ proche le public est hors de l’axe et l’onde est atténuée essentiellement grâce à la directivité. En champ lointain, l’onde est atténuée par la distance. Cette astuce est imparfaite car la directivité de l’enceinte varie avec la fréquence. Par ailleurs, elle crée une distorsion entre la source sonore et la perception visuelle.

#### Multiplication des sources

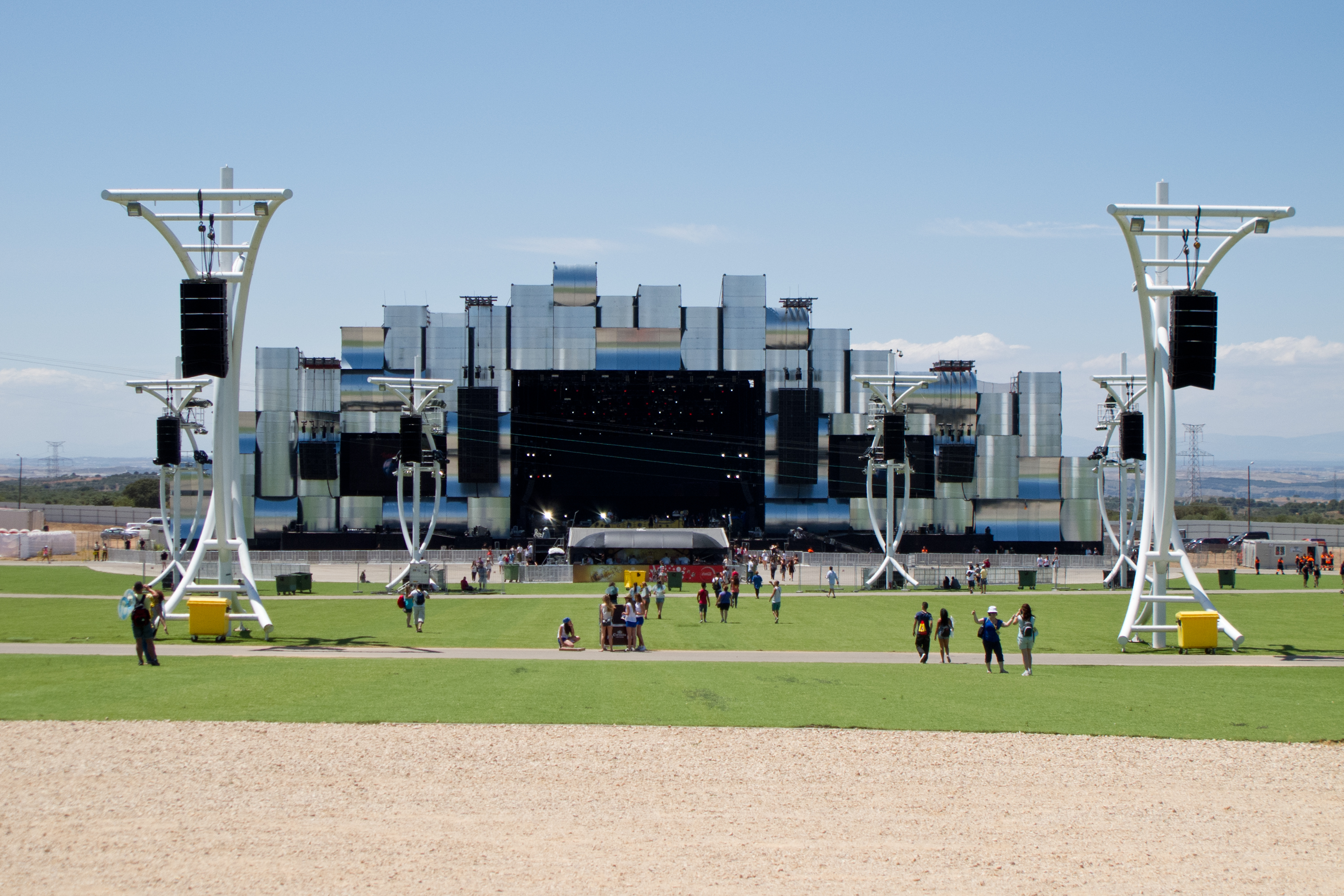
Rock in Rio : sur les pylônes, des enceintes de rappel.

À grande distance, on peut installer des enceintes de rappel. Lors d'évènements en plein air les systèmes de rappels peuvent devenir imposants et sont suspendus à des « tours de délais » ou « tours de rappel ». Si le son du système principal n’est pas négligeable, il conviendra d’introduire dans le signal de rappel un délai correspondant au temps de propagation du son entre les deux systèmes.
À proximité de la scène, on complète ce genre de système avec des enceintes plus traditionnelles émettant à puissance modérée (« front fill »). Elles permettront à la fois de compléter l’homogénéité du son jusqu’aux premiers rangs, et éviteront un écart flagrant entre la perception visuelle et un son qui semblerait venir « d’en haut ». Elles peuvent être placées sur les côtés de la scène, régulièrement espacées devant la scène si elle est haute, ou même posées sur le nez de scène. On utilise alors des enceintes particulièrement compactes pour ne pas gêner la visibilité.

## Exploitation

### Fiche technique
La fiche technique est un document comportant diverses informations pratiques qui permettent de préparer la venue d’un spectacle dans un lieu. Il y a deux fiches : celle du spectacle et celle du lieu. Ces fiches sont plus ou moins directives et servent avant tout de base de discussion. Elles concernent à la fois les aspects sonores, l’éclairage, l’hébergement, etc.
La fiche du groupe et de la production présente les demandes de l'artiste en termes de matériel de sonorisation (type de consoles et d'enceintes, nombre de compresseurs, placement de la régie façade, particularités, etc.). Elle présente a minima le patch et le plan de scène. Le patch est un tableau indiquant les numéros de lignes correspondant aux tranches de la console, le nom de l'instrument, le type de micros, les inserts d'effets, le type de pied micro, etc. Le plan de scène est un graphique représentant de manière visuelle l'emplacement sur scène des musiciens, des instruments, des retours, des alimentations électriques, éventuellement de praticables permettant de surélever la batterie par exemple, etc.
La fiche technique du lieu présente la géométrie du lieu et le matériel disponible en permanence (hors location). Elle présente a minima : le système de diffusion principal (enceintes, amplis, filtrage) ; les retours (type, nombre, amplis) ; la régie façade (console, effets, console retour si présente) ; et les micros. Elle peut être complétée par une liste du backline (instruments à demeure, pieds de micro, chaises et supports divers, etc.). La description du lieu peut se résumer aux dimensions ou être représentée graphiquement. Elle peut intégrer des particularités (limites de niveau sonore).

### Accueil
De nombreuses productions ont leur propre équipe technique, qui va travailler avec celle des lieux dans lesquels la performance va se produire. On parle alors d’accueil. Les équipes techniques sont en quelque sorte « en double » et les rôles sont assez bien déterminés, bien qu’il y ait toujours une certaine latitude. L’équipe de la production apporte sa connaissance du spectacle, le sonorisateur réalisera le mixage façade. L’équipe locale propose son aide, sa connaissance du lieu. Il est de mise que l’équipe en fixe ait calé le système de diffusion, préparé les retours, éventuellement câblé et placé les micros en avance de phase en suivant la fiche technique. Si plusieurs groupes s’enchaînent, l’équipe d’accueil aidera lors des changements de plateaux. Le sonorisateur en fixe peut parfois s’occuper des retours.
L’objectif est de proposer le meilleur spectacle possible dans les contraintes de chaque salle et dans un temps limité.

### Installation
Durant cette phase, les musiciens prennent place sur la scène et disposent leurs instruments. Les retours, les micros sont placés et câblés si ce n’est pas déjà fait. Le sonorisateur peut profiter de cette phase pour faire un premier « line check ».

### Balance
La balance est la phase pendant laquelle le sonorisateur réalise réellement le mixage en vue d’un concert. Elle n’est en principe pas visible du public. Le sonorisateur effectue tous les réglages de gains, d’égalisation, de mixage, de compressions, le niveau des retours, etc. Les balances se déroulent souvent dans un ordre précis répondant aux besoins des techniques de mixage, à savoir, généralement, les instruments rythmiques en premier (batterie, percussions, basse, guitares éventuellement, etc.), puis les instruments dits mélodiques (généralement les cuivres et autres vents, ainsi que les voix, etc.). Le sonorisateur demandera à chaque musicien de jouer de son instrument seul, puis avec d’autres musiciens (par exemple pour équilibrer le rôle d’une grosse caisse et d’une basse, ou de deux guitares). Cette phase demande une extrême concentration et de la discipline. Les musiciens doivent répondre aux demandes du sonorisateur, attendre patiemment que les réglages de leur collègue soit terminé, tout en étant capable de formuler clairement les problèmes qu’ils rencontrent (« j’ai besoin d’un peu plus de guitare dans mon retour », « le son de ma voix n’est pas assez clair »…).
Les retours peuvent être gérés depuis la console façade à l'aide des auxiliaires. Sur de nombreux concerts, une seconde console dédiée aux retours est placée en coulisse. Du fait de la proximité avec les microphones, les retours sont particulièrement propices au larsen. On minimise ce risque par un placement des retours dans les directions où les micros captent le moins. Des égaliseurs tiers d'octave ou des anti-larsen peuvent venir en aide.
Sur les petites scènes, le son en salle résulte d'une triple combinaison du son direct des instruments, de la façade, et des retours qui ne sont pas négligeables. C'est l'une des raisons qui pousse à gérer les retours et la façade en parallèle.
En cas de concert unique, le temps de la balance est généralement de 1 h 30 à 2 h, installation du groupe incluse. Dans le cadre de festivals, cela peut être bien moins, typiquement entre 20 et 45 minutes. Parfois, il n’y a pas de balance du tout : on se contente de brancher les micros, de vérifier très rapidement qu’ils sont opérationnels et de faire un réglage grossier des gains. Tout cela à la vue du public. Le concert commence immédiatement après. Les réglages auront lieu pendant les premières chansons du concert. On appelle cela « line check ».
Lorsque plusieurs concerts s’enchaînent, les balances ont généralement lieu le matin dans l’ordre inverse du passage sur scène. L’intérêt est surtout que le dernier groupe qui effectue sa balance soit aussi le premier à passer sur scène, ce qui permet d’économiser un changement de plateau.

### Concert
Bien que le concert soit largement préparé, le sonorisateur reste vigilant. Un problème technique ou un larsen peuvent survenir à tout moment. Le mixage devra généralement être corrigé : l’acoustique de la salle est modifiée par la présence du public, le groupe ne donne pas la même énergie en concert qu’en balance devant une salle vide et froide. Certains instruments ne sont pas utilisés sur toutes les chansons et il faudra les « muter » (les couper) pour éviter la reprise (les autres instruments environnants sont captés par ce micro).

### Législation et sécurité
La loi française aborde le sujet de la sonorisation essentiellement sur l’aspect des niveaux sonores (si on écarte la sécurité des ERP – Établissement Recevant du Public – qui ne sont pas spécifiques à la sonorisation).
Une législation particulière concerne les lieux ouverts au public ou recevant du public, clos ou ouverts, accueillant des activités impliquant la diffusion de sons amplifiés. Elle distingue deux limites :
- la protection des auditeurs : le niveau ne doit pas dépasser 102 dB(A) et 118dB(C) sur 15 minutes. Ces valeurs sont abaissées respectivement à 94dB(A) et 104dB(C) si l’événement est destiné à des enfants jusqu'à 6 ans révolus. Cette limitation peut être assurée par le gérant du lieu et ne nécessite pas obligatoirement de limiteur ;
- l’émergence : lorsque le son du lieu est susceptible de gêner le voisinage, la loi impose la réalisation d’une étude acoustique et l’installation d’un limiteur de telle sorte que le bruit perçu par les voisins n’augmente pas de plus de 3 dBA la nuit et 5 dBA le jour.

Les évènements sont également concernés par des régulations générales:
- le code du travail. Il impose à l'employeur de protéger les salariés contre les risques liés au bruit. Les techniciens et artistes travaillant sur un spectacle sont concernés, mais pas le public.
- le code de la santé publique, qui expose les notions de tapage diurne et nocturne.
- Enfin, un arrêté préfectoral peut compléter la législation.